# Edwin Dun
Edwin Dun (5 décembre 1842 - 15 mai 1931) est un rancher américain qui est conseiller étranger au Japon pendant l'ère Meiji et chargé d'aider au développement de l'île d'Hokkaidō.
Natif de Chillicothe dans l'Ohio, Dun étudie à l'université de Miami. Après avoir hérité du ranch de son père, il élève des chevaux tout comme un troupeau de bovin et rédige un certain nombre d'écrits sur la façon de diriger un ranch.

## Conseiller agricole
Dun est recruté en 1873 par Albert Capron, fils de Horace Capron, le conseiller étranger en chef du bureau de colonisation de Hokkaidō. La mission de Dun est de créer une nouvelle race de bovin et de développer l'industrie laitière sur l'île. À son arrivée au Japon, il apporte 50 têtes de bétail, 100 moutons, et un certain nombre d'outils agricoles devant servir de modèle aux artisans locaux pour qu'ils puissent les reproduire. Il s'installe tout d'abord dans une ferme expérimentale près de Tokyo, et enseigne à des étudiants envoyés par le gouvernement japonais les techniques d'élevage, la sélection des animaux et la médecine vétérinaire. Dun épouse une femme japonaise (Tsuru) en 1875, ce qui l'amène à prolonger plusieurs fois son contrat au Japon, en dépit de difficultés comme lors du scandale de la colonisation d'Hokkaidō de 1881.
De 1876 à 1883, Dun vit à Sapporo où il s'occupe de différentes choses comme de la création de ranch et de races de chevaux (on lui doit notamment les deux premiers pur-sang du Japon), de la création d'une ferme d'élevage porcin avec 80 porcs ramenés des États-Unis, et d'une ferme laitière en addition avec des usines produisant du beurre et du fromage. Il plante aussi beaucoup de semences différentes pour trouver celles qui s'adaptaient le mieux au climat de l'île, et construit le premier terrain de course de chevaux d'Hokkaidō. Avec l'aide de Louis Boehmer, qui découvre des plants de houblon sur l'île, il fonde une brasserie de bière qui a du succès, l'ancêtre de la Sapporo Brewery. Dun a aussi exécuté les politiques gouvernementales visant à éradiquer les loups avec de la strychnine et également en offrant des primes aux chasseurs, ce qui mène à l'extinction de cet animal sur l'île en 1895. Il est ami avec l'explorateur et naturaliste Thomas Blakiston et il est même peut-être son beau-frère.

## Ambassadeur des États-Unis au Japon
Après une visite aux États-Unis en 1883-84, Dun est nommé second secrétaire de la légation américaine à Tokyo. En octobre 1883, Mrs. Dun (Tsuru) meurt. Dun décide de démissionner mais à la fin de l'année il se remarie avec une femme appelée Takahira Yama. Dun devient plus tard premier secrétaire. Finalement, en 1892, il devient ambassadeur des États-Unis au Japon, retourne à Tokyo le 14 juillet 1893 et reste à ce poste jusqu'au 2 juillet 1897. Durant cette période, la première guerre sino-japonaise se déroule et Dun fait des efforts pour négocier la paix, utilisant le service diplomatique américain pour que les gouvernements japonais et chinois puissent communiquer et arriver à une paix.

## Représentant d'une compagnie de pétrole
Après 1897, Dun devient le représentant au Japon de la Standard Oil. Dun conseille à la société d'investir dans les champs pétrolifères d'Echigo, mais il en résulte une perte de 8 millions de Yen. Il meurt à Tokyo en 1931 à l'âge de 88 ans. Sa tombe se trouve au cimetière d'Aoyama. Son ancien domicile à Hokkaidō est aujourd'hui un musée.
Josh Dun, batteur du groupe Twenty One Pilots est l'un de ses descendants.

## Source
- (en) Cet article est partiellement ou en totalité issu de l’article de Wikipédia en anglais intitulé « Edwin Dun » (voir la liste des auteurs).